# Maghrébins

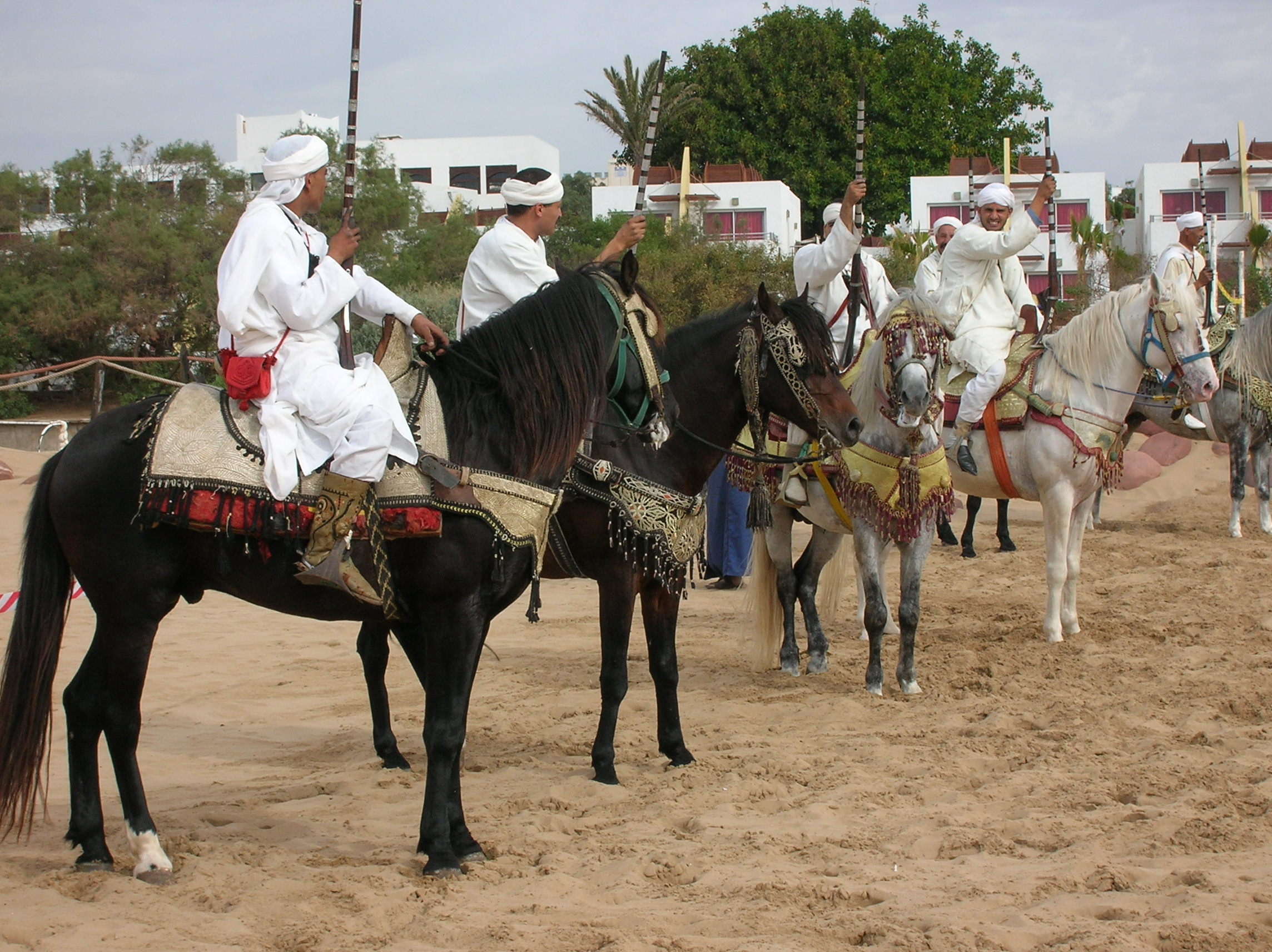
Fantasia, spectacle équestre traditionnel du Maghreb

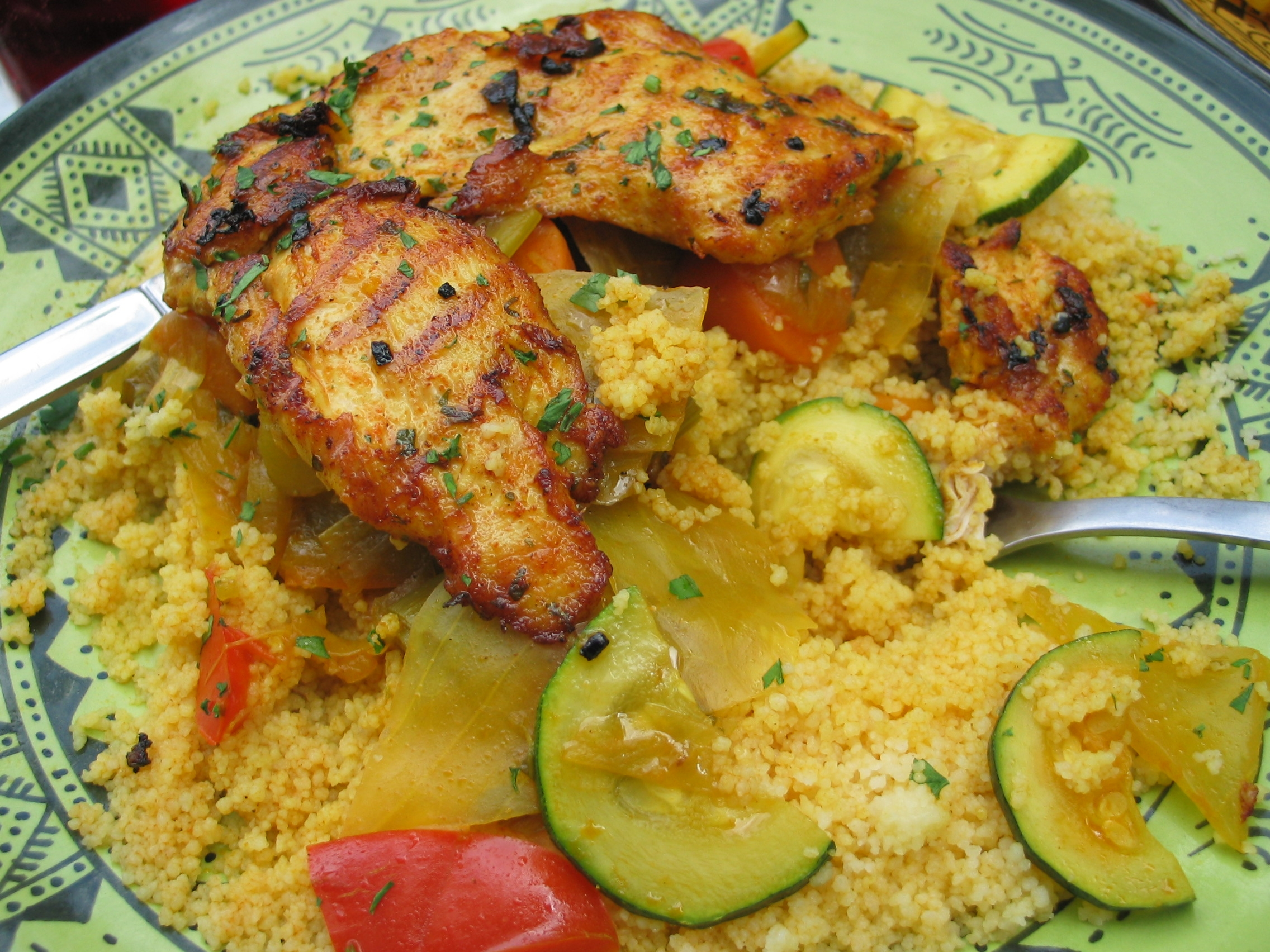
Couscous au poulet

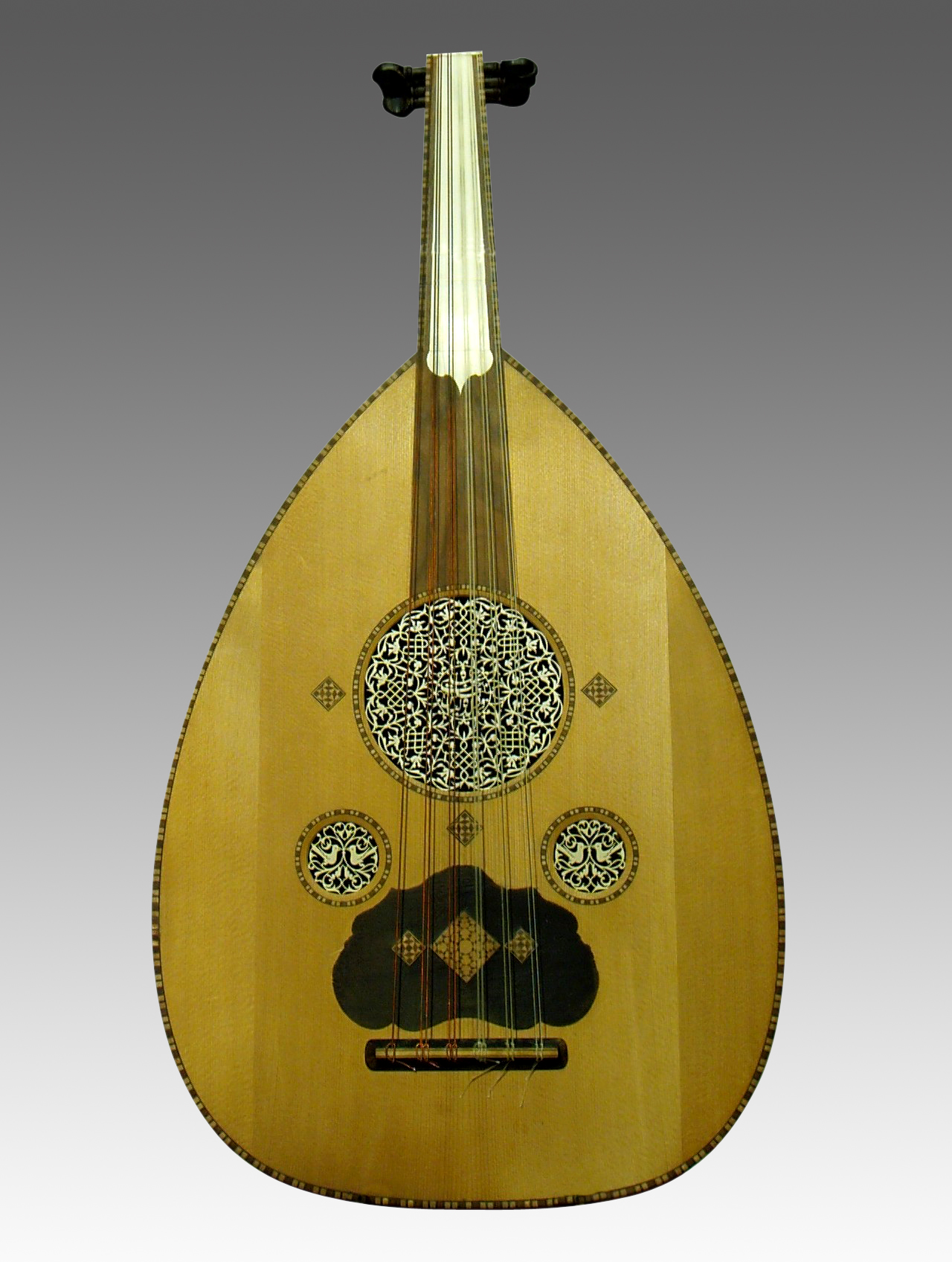
Oud maghrébin traditionnel.

Maghrébins (en arabe المغاربيون) est un terme arabe moderne signifiant « Homme de l'ouest », se référant principalement aux arabes habitants de l'ouest du monde arabe appelé Maghreb,.
Bien que, à la base, le terme Maghrébin désigne uniquement la classe dirigeante arabe, le terme va progressivement avec le temps désigner toute la population du Maghreb sans distinction,,.
La diffusion de la langue arabe au Maghreb à partir du VIIIe siècle, qui s'est mêlée au substrat berbère et ses apports punique et latin (langue romane d'Afrique) préexistants, a donné naissance à l'arabe maghrébin, qui est aujourd'hui la principale langue véhiculaire du Maghreb. Cet arabe maghrébin possède diverses variétés locales, qui forment un continuum linguistique depuis la Libye jusqu'à la Mauritanie et qui côtoient par endroits des langues berbères régionales telles que le chleuh, le kabyle, le chaoui ou le rifain.
Les Maghrébins ont en commun un fonds linguistique et culturel arabo-berbère, qui transparaît aussi dans l'art, l'architecture, la gastronomie, l'habillement, etc., et un héritage religieux musulman sunnite de rite malékite, pour la grande majorité d'entre eux.

## Étymologie
Le terme Maghrébin issu du mot Maghreb provenant de l'arabe al-Maḡrib (الْمَغْرِب) qui signifie le couchant, l'ouest, l'occident.
Les Maghrébins étaient appelés Maures durant le Moyen Âge. L'une des hypothèses sur l'origine du terme Maure le fait dériver du latin Mauri, utilisé par les Romains pour désigner les habitants de la Maurétanie, tandis qu'une autre étymologie fait dériver le terme maure du phénicien "Mauharin" qui signifie Occidentaux, désignant les populations vivant à l'ouest de l'Empire Carthaginois.
Jusqu’au début des années 1960, on disait plutôt Nord-Africain, appellation tombée en désuétude à la suite des indépendances des pays de la région, au profit du terme Maghrébin.
La question de l'identité maghrébine est toujours sujet à débats. Le qualificatif "maghrébin" se réfère a présent seulement aux habitants d'une zone géographique, dont ici le Maghreb.

## Culture et mode de vie
La culture contemporaine des Maghrébins s'articule essentiellement autour de la religion musulmane, qui joue un rôle central et structurant dans la société, aussi bien pour les valeurs et les normes qui régissent la vie quotidienne que pour les occasions et les célébrations sociales (Aïd, Ramadan, Mawlid...)
Par ailleurs, au-delà des points communs, les peuples maghrébins se différencient dans des aspects de leur identité dans un contexte où les frontières de leurs pays sont fermées du fait de l'opposition entre leurs gouvernements respectifs. Il existe également un clivage entre la ville et la campagne.
Par ailleurs, la société maghrébine subit également des influences culturelles occidentales ou issues du Moyen-Orient, surtout via les chaines de télévision satellitaires, la première contribuant à une francisation linguistique accrue de l'arabe maghrébin et du berbère, et la seconde à une arabisation culturelle et linguistique des Maghrébins[réf. nécessaire].

## Composition
Les maghrébins sont pour certains berbère ou descendent de tribus arabes originaires d'Arabie et d'Andalousie (Banu Hilal, Banu Sulaym, etc.), ou sont un brassage génétique de ces deux groupes. Ces tribus arabes ont remplacé et supplanté les populations locales sur de larges zones rurales tandis que les arabes andalous eux arabiseront grandement les villes d'après Gabriel Martinez les arabes andalous seront les "chiens de garde" de la langue arabe,,,,.
En revanche l'apport des Arabes en Afrique du Nord n'est pas aussi significatif au niveau génétique qu'il n'est déterminant sur les plans linguistiques, culturels et religieux, les Arabes arrivés à partir du VIIe siècle avec les invasions musulmanes, ont contribué à convertir à l'islam l'Afrique du Nord après plusieurs années de guerre, malgré la résistance et les combats acharnés des Byzantins et de leurs alliés berbères (Kahina et Koceila). L'apport démographique arabe est beaucoup plus significatif à partir du XIe siècle, lorsque le pouvoir des Fatimides envoya, dans le but de réprimer des dynasties berbères ayant proclamé leur indépendance, de nombreuses tribus guerrières. La plus importante d'entre elles est celle des Hilaliens accompagnée des Banu Sulaym et des Banu Maqil.
Les estimations en termes de déplacement de population varient selon les historiens de 500 000 à 1 million,,. Selon Luis del Mármol Carvajal les hilaliens auraient été plus d'un million à immigrer, et il estime la population hilalienne à son époque à 4 000 000 en 1573,,.
Selon Charles-André Julien, les actuelles populations arabophones seraient en partie berbères. Selon le défenseur de la cause berbère Gabriel Camps, les « invasions hilaliennes » ont été « d'un poids insignifiant sur le plan démographique, mais déterminant sur les plans culturel et socio-économique. » De nos jours, l'arabe littéral est la langue officielle des pays du Maghreb, c'est-à-dire la langue des médias et de l'école. Les dialecte berbères maghrébins demeurent fortement influencés par la langue arabe.
La proportion ethnique varie entre les pays, les données et les sources. Par exemple, selon Encyclopædia Britannica, 25 % de la population algérienne serait ethniquement Berbère. Pour la population marocaine, c'est 21 % . Pour la Tunisie, c'est différent car on estime qu'approximativement 1,4 % de la population serait berbère, le pays étant très distinct de ses voisins en ce qui concerne la question identitaire. Alors que Maroc et l'Algérie reconnaissent l'amazighité et l'arabité dans leurs constitutions comme composante identitaire, la Tunisie, elle, ne reconnaît que la composante arabe. La CIA utilise le concept d'arabo-berbère pour quantifier les proportions ethniques des pays de l'Afrique du Nord.
Par ailleurs, de petites communautés juives tochavim et séfarades résident toujours au Maghreb. Il y aurait 7 000 juifs au Maroc et 2 000 en Tunisie, et ils auraient pratiquement disparu en Algérie sauf un nombre minuscule dans quelques grandes villes. Les Juifs ont une longue histoire en Afrique du Nord. Depuis les débuts de la diaspora israélite, que l'on peut dater de la destruction du second Temple par Titus en 70 de notre ère, il y aurait eu trois grands pôles qui se sont ensuite avancés vers l'ouest : un en Égypte, un à Carthage et un autre en Cyrénaïque (Libye centrale). D'autres communautés se formèrent à travers l'Algérie, l'Espagne, le Maroc. Les tablettes en hébreu retrouvées en Libye et au Maroc attestent de la présence de Juifs issus de Judée. Une grande partie non négligeable de juifs maghrébins arriva lors de l'expulsion des juifs d'Espagne par les souverains catholiques, après la chute du royaume de Grenade qui marqua la fin de la Reconquista en 1492. Certains juifs européens sont arrivés à l'époque moderne avec la colonisation française. Après les indépendances des trois pays, la plupart des juifs ont quitté le Maghreb pour Israël et la France.
Par ailleurs, plusieurs sources indiquent que plus d'un million d'Européens furent capturés comme esclaves entre 1530 et 1780, et que bon nombre d'entre eux firent souche au Maghreb par la suite. Ces chrétiens furent capturés pendant la période corsaire. Il s'agissait de guerres, exacerbées de part et d'autre par le fait religieux, mais surtout pour des raisons économiques et stratégiques, où l'esclavage était pratiqué par les deux camps. Cet esclavagisme terrorisait les populations côtières du bassin méditerranéen. Ainsi, un grand nombre d’esclaves musulmans se trouvaient à Malte, du fait des nombreuses prises effectuées par les galères des Hospitaliers de l'ordre de Saint-Jean de Jérusalem qui était en guerre perpétuelle contre les « infidèles » ou par des corsaires qui razziaient les côtes maghrébines et moyen-orientales pour en capturer les habitants,. De même, le corsaire Barberousse opérait, pour le Sultan, des razzias sur les côtes françaises. Il capturait des civils et négociait ensuite, par rançon, la libération de certains, de rang noble ou d'influence.

## Démographie
| Pays                                              | Algérie | Libye  | Maroc   | Mauritanie | Tunisie |
| ------------------------------------------------- | ------- | ------ | ------- | ---------- | ------- |
| Population (en millions d'habitants, 2021)        | 43,5    | 7      | 36,5    | 4          | 11,8    |
| Taux de fécondité (2021)                          | 2.55    | 3.13   | 2.29    | 3.59       | 2,03    |
| Taux de migration nette (2013)                    | -0,27 ‰ | 0 ‰    | -3,67 ‰ | -0,89 ‰    | -1,78 ‰ |
| Croissance démographique annuelle (2021)          | 1.41 %  | 1.76 % | 0.92 %  | 2.02 %     | 0.75 %  |
| Espérance de vie à la naissance, en années (2021) | 76,4    | 71,9   | 74,0    | 64,4       | 73,8    |
| Population urbaine (en % de la population totale) | 65      | 78     | 56      | 41         | 68,7    |
| Densité (hab/km²)                                 | 15      | 3,67   | 77      | 3,11       | 63      |
| Indice de développement humain (2021)             | 0,745   | 0,718  | 0,683   | 0,556      | 0,731   |
| Analphabétisme (en % de la population totale)     | 18      | 17,4   | 30      | 42,2       | 18,2    |
| Sources : CIA World Factbook                      |         |        |         |            |         |

Le Maghreb compte environ 90 millions d'habitants très inégalement répartis. Les plus fortes densités de population se rencontrent sur les plaines littorales de l'océan Atlantique et de la mer Méditerranée. C'est également au nord et à l'ouest de la région que se trouvent ses principales agglomérations (Alger, Casablanca, Rabat, Tunis-Cap Bon-Bizerte-Sahel tunisien, Fès, Marrakech, Tanger, Annaba, Constantine et Oran).
En trente ans, la population maghrébine a été multipliée par deux. Toutefois, la croissance démographique tend à ralentir à cause de la baisse du taux de fécondité : elle s'explique par l'efficacité du planning familial, la scolarisation des filles et la modernisation des modes de vie. Quant au taux de natalité, il a baissé dans les trois pays mais la proportion de moins de 15 ans demeure élevée. Cela pose des problèmes de scolarisation que les gouvernements ont relevés avec plus ou moins de succès.
Par ailleurs, l'exode rural pousse les jeunes des montagnes et des campagnes à migrer dans les villes du littoral où les salaires sont plus élevés et les conditions de vie meilleures. Au début du XXIe siècle, plus de la moitié des Maghrébins vivent en ville. Une partie d'entre eux tente ensuite sa chance en migrant vers Europe de l'Ouest.

## Génétique

### Résultats autosomaux
Les études anthropologiques et les premières études génétiques portant uniquement sur les populations modernes ont révélé la complexité du peuplement de l'Afrique du Nord.
La proximité génétique entre le nord de l’Afrique et les groupes sud-ouest européens conduisent à l’hypothèse d’une origine commune entre ces populations. Deux hypothèses étaient discutées : une origine pouvant dater du Paléolithique supérieur avec l’expansion d’Hommes anatomiquement modernes depuis le Proche-Orient et s’étendant le long des deux rives de la Méditerranée ou qui aurait pu avoir lieu au cours de la diffusion néolithique depuis le Proche-Orient, il y a 10 000 ans av. J.-C.
Selon une étude de Hodgson et al 2014 portant sur l'ADN autosomal de nombreuses populations actuelles d'Afrique, du Moyen-Orient et d'Europe, les langues afro-asiatiques ont probablement été diffusées à travers l'Afrique et le Proche-Orient par une population ancestrale porteuse d'une composante génétique théorique nouvellement identifiée, que les chercheurs ont nommé « Ethio - Somali ». Ce composant « Ethio - Somali » se retrouve aujourd'hui principalement parmi les populations de langues couchitiques et éthiosémitiques de la Corne de l'Afrique. Ce composant est proche du composant génétique non-africain que l'on retrouve chez les Maghrébins, et que l'on pense avoir divergé de toutes les autres ascendances non africaines il y a au moins 23 000 ans. Sur cette base, les chercheurs suggèrent que les populations « Maghrebi » et « Ethio - Somali » proviennent d'une migration préhistorique commune sans doute originaire du Proche-Orient, durant la période pré-agricole, en Afrique du nord-est via la péninsule du Sinaï. Cette population s'est alors divisée en deux branches, avec un groupe qui s'est dirigé vers l'ouest, vers le Maghreb (Maghrebi) et l'autre vers le sud dans la Corne de l'Afrique (Ethio-somali).
Depuis la fin des années 2010 et l'étude de l'ADN ancien, les études génétiques ont permis de mieux connaître le peuplement du Maghreb qui se caractérise par une histoire complexe de migrations. Selon une étude génétique récente basée sur l'ADN de populations actuelles et préhistoriques, les populations nord-africaines sont issues d'un mélange génétique provenant de quatre sources géographiques : Afrique du Nord elle-même (Ibéromaurusien), Europe (premiers agriculteurs européens, populations affiliées aux cultures campaniformes), Moyen-Orient (capsien?) et Afrique subsaharienne.
| Population         | Afrique du nord ancienne (Ibéromaurusien) | Europe | Moyen-Orient | Afrique sub-saharienne |
| ------------------ | ----------------------------------------- | ------ | ------------ | ---------------------- |
| Saharawi           | 37%                                       | 34%    | 18%          | 11%                    |
| Marocains          | 30%                                       | 38%    | 19%          | 14%                    |
| Berbères marocains | 28%                                       | 47%    | 17%          | 8%                     |
| Berbères Mozabites | 26%                                       | 43%    | 18%          | 13%                    |
| Algériens          | 22%                                       | 46%    | 17%          | 15%                    |
| Berbères Zenata    | 22%                                       | 27%    | 12%          | 39%                    |
| Libyens            | 22%                                       | 34%    | 35%          | 9%                     |
| Berbères tunisiens | 21%                                       | 43%    | 26%          | 10%                    |
| Tunisiens          | 18%                                       | 44%    | 25%          | 13%                    |

Une étude démontre aussi la migration vers l'Afrique du Nord de populations de chasseurs-cueilleurs issues du refuge franco-cantabrique il y a plus de 15 000 ans important avec elles les haplogroupes maternels U5b1b, H1, H3 et V. 
Une partie de l'ADN des maghrébins actuels est aussi issue des premiers fermiers européens du Néolithique qui ont atteint les côtes maghrébines vraisemblablement vers le VIIe-VIe millénaire et se sont mélangés aux populations locales ibéromaurusiennes.
De nombreuses études soulignent aussi l'impact génétique faible des conquêtes musulmanes qui ne semblent pas avoir altéré de manière substantielle les populations du Maghreb : « Les différents loci étudiés ont révélé une étroite similitude entre les Berbères et d'autres groupes nord-africains, principalement avec les arabophones marocains, ce qui est en accord avec l'hypothèse selon laquelle la population marocaine actuelle a une forte origine berbère. Les différences dans le schéma spatial des fréquences alléliques sont également compatibles avec des histoires de population spécifiques dans des zones méditerranéennes distinctes, plutôt qu'avec des mouvements de population généraux dans toute la région. » « Les analyses effectuées ont montré que les Nord-Africains actuels sont étroitement liés aux Berbères tunisiens (Zrawa et Matmata) et marocains (Sousse-Agadir et Eljadida), ce qui suggère que les Nord-Africains ont un profil génétique berbère. De même, les Nord-Africains affichent une plus grande distance par rapport aux Arabes du Levant (Palestiniens, Syriens, Libanais et Jordaniens), indiquant une faible contribution génétique de l'invasion phénicienne et des Arabes du Levant en Afrique du Nord. » « En conclusion, notre analyse, basée sur les arbres génétiques de voisinage, l'analyse des correspondances, les distances génétiques et la construction d'haplotypes, montre que les berbères tunisiens étudiés ici sont apparentés aux Tunisiens non berbères, aux Nord-Africains et aux Ibères (Basques et Espagnols) et que toutes ces populations présentent de grandes distances avec les Méditerranéens de l'Est et les Arabes du Moyen-Orient (Gomez-Casado et al.) Ainsi, les Berbères tunisiens ne se distinguent pas génétiquement des populations tunisiennes et nord-africaines actuelles, malgré les différences culturelles (langue) entre elles. » « La relation génétique étroite entre les deux populations arabophones et les échantillons berbérophones pourrait s'expliquer par l'hypothèse d'un faible nombre d'Arabes provenant de la péninsule arabique, comparé à celui des Berbères autochtones, ce qui se traduit par une faible influence génétique arabe chez les Nord-Africains mixtes actuels. En conclusion, les résultats discutés ici nous permettent de postuler que le profil génétique général ancien des Nord-Africains autochtones - les Berbères - n'est pas très différent de celui des populations nord-africaines actuelles, malgré un certain mélange avec d'autres peuples, en particulier les Arabes, au cours des périodes historiques successives. Les populations du Maghreb semblent partager un fond génétique substantiel, indépendamment de la culture et de la géographie. »

#### Résultats d'échantillons antiques
En 2017, R. Rodriguez-Varela et al. publie une étude sur les habitants préhispaniques des îles Canaries (Guanches) ; 11 échantillons s'étalant du VIIe au XIe siècle sont analysés et l'étude conclut qu'ils étaient similaires aux nord-africains modernes. Il est à noter que les Guanches étaient une population très isolée qui n'a pas été mise sous la tutelle des conquérants musulmans et n'a pas non plus participé à la traite transsaharienne.
En 2019, une étude menée par I. Olalde et al. souligne la présence d'un individu d'origine nord-africaine sur le site de Camino de las Yeseras en Espagne datant de 2473–2030 av. J.-C. et qui avait un profil génétique similaire aux nord-africains modernes ; il était porteur des haplogroupes E1b1b1a et M1a1b1.
De même, une étude de 2020 menée par Daniel M. Fernandes et al. démontre la présence d'un individu similaire sur le site sarde d'Anghelu Ruju et datant de la même époque (2345– 2146 av. J.-C.). L'auteur finit par conclure que les mouvements de populations au niveau du bassin méditerranéen sont beaucoup plus anciens que ce qui était communément admis.
Une étude publiée par Moots et al. en 2022 signale la présence d'un individu similaire aux Marocains et Mozabites modernes sur le site punique de Kerkouane en Tunisie et serait daté de 761 av. J.-C et durant la même année Antonio et al. signale la présence d'un individu sur le site romain de Wels en Autriche qui aurait vécu vers 124-217 ap. J.-C. et qui est aussi similaire aux nord-africains modernes.
Une étude publiée par Alves et al. en 2024 dans Nature signale la découverte, près d’Angers, d’un individu ayant vécu entre 401 et 539 ap. J.-C., dont le profil génétique est similaire à celui des Nord-Africains actuels.

### Lignée paternelle: l'ADN du chromosome Y
Le chromosome Y est transmis de père en fils, l'étude des polymorphismes présents permet en théorie de suivre la lignée mâle – directe – d'une famille, d'une ethnie ou d'une espèce.
Les principaux haplogroupes du chromosome Y des Maghrébins berbérophones ou arabophones sont les haplogroupes E1b1b, caractéristiques des populations d'Afrique du Nord (50 % à 100 %), dont l'origine date de 22 000 ans, qui dénote une forte origine commune nord africaine
On note aussi la présence de l'haplogroupe J1, sous-groupe de J que l'on trouve surtout dans la péninsule Arabique, avec une présence de l'ordre de 10,6 globalement au Maroc à 35 % en Algérie.
Un sous-groupe particulier de l'haplogroupe E1b1b, l'haplogroupe E1b1b1b caractérisé par le marqueur M81, est très fréquent chez les Maghrébins et voit sa fréquence décroître d'Ouest en Est.
Les différents auteurs expliquent la présence de l'haplogroupe J1 par la conquête islamique faite par les Arabes au Maghreb.
D'autres explications existent également pour la présence des haplogroupes J1 et J2, telles que l'émigration phénicienne, durant l'Antiquité du levant vers les côtes nord-africaines, en particulier vers Carthage et la Tunisie,.
L'haplogroupe R1b (M269), présent surtout en Europe de l'Ouest arrive ensuite avec des fréquences entre 0 et 15 % selon les régions.
| Pays              | n   | A    | B    | E M33 | E M2 | E1b1b M35* | E1b1b M78* | E1b1b V12 | E1b1b V13 | E1b1b V22 | E1b1b V65 | E1b1b M81 | E1b1b M34 | F    | G    | I    | J1    | J2   | K    | P,R  | Q    | R1a  | R1b V88 | R1b M269 | T    |
| Maroc             | 760 | 0.26 | 0.66 | 2.76  | 3.29 | 4.21       | 0.79       | 0.26      | 0.26      | 1.84      | 3.68      | 67.37     | 0.66      | 0.26 | 0.66 | 0.13 | 6.32  | 1.32 | 0.53 | 0.26 | -    | -    | 0.92    | 3.55     | -    |
| Algérie           | 156 | -    | -    | 0.64  | 5.13 | 0.64       | 1.92       | 0.64      | 0.64      | 1.28      | 1.92      | 44.23     | 1.28      | 3.85 | -    | -    | 21.79 | 4.49 | 0.64 | -    | 0.64 | 0.64 | 2.56    | 7.04     | -    |
| Tunisie           | 601 | -    | 0.17 | 0.5   | 0.67 | 1.66       | -          | -         | -         | 3         | 3.16      | 62.73     | 1.16      | 2.66 | 0.17 | 0.17 | 16.64 | 2.83 | 0.33 | 0.33 | -    | 0.5  | 1.83    | 0.33     | 1.16 |
| Sahara Mauritanie | 189 | -    | 0.53 | 5.29  | 6.88 | -          | -          | -         | -         | -         | -         | 55.56     | 11.11     | -    | -    | -    | 13.23 | -    | -    | -    | -    | -    | 6.88    | 0.53     | -    |

Nota : E-M35*, E-M78*, E-V12,	E-V32,	E-V13,	E-V22,	E-V65,	E-M81 et E-M34 sont des sous-groupes de E1b1b

### Lignée maternelle: l'ADN mitochondrial
L'ADN mitochondrial étant exclusivement transmis par les femmes à leurs enfants, son étude génétique permet de suivre la lignée maternelle – directe – d'une famille, d'une ethnie ou d'une espèce. La majorité des Berbères ont des ADN mitochondriaux d'origine ouest-eurasienne. La lignée maternelle autochtone la plus caractéristique et la plus ancienne (détectée sur des individus Ibéromaurusiens) au Maghreb date du Paléolithique supérieur représentée par l'haplogroupe U6 (d'origine ouest-eurasienne). Cet haplogroupe représente aujourd'hui 0 à 28% des lignées maternelles au Maghreb. Selon une étude génétique réalisée en 2010, les populations d'Afrique du Nord descendent en partie, du côté maternel, de migrants de la péninsule Ibérique arrivés il y a environ 8 000-9 000 ans.
De nombreuses études ont été menées au nord de l’Afrique pour des populations du Maroc,, d’Algérie, de Tunisie, ou plus globalement du Nord de l'Afrique. Les auteurs montrent que la structure génétique mitochondriale générale des populations du Maghreb est composée majoritairement d’haplogroupes (H, J, T, V...) fréquents dans les populations européennes (de 45 à 85 %), d’haplogroupes L (de 3 à 50 %) très fréquents dans les populations sub-sahariennes, de l’haplogroupe M1 (de 0 à 15 %) détectés principalement dans les populations est-africaines, de l’haplogroupe U6 (0 à 28 %), surtout présent en Afrique du Nord et d’haplogroupes M, N ou X (de 0 à 8 %) détectés principalement en Eurasie.
Selon une récente étude de Hernández et al. 2015, il y a environ 20 000 ans, l'haplogroupe U6 s'est largement diffusé dans la population du nord-ouest de l'Afrique associé à l'émergence de la culture Ibéromaurusienne. Ce pool génétique s'est plus tard enrichi de lignages subsahariens de l'haplogroupe L, notamment L1b qui est arrivé dans la région au début de la période humide entre 11 000 et 5 500 ans. Ensuite ces lignages U6 et L sont entrés dans la péninsule Ibérique à la même époque au début de l'Holocène, il y a environ 10 000 ans. Cette période humide a également permis l'arrivée de certains lignages U6 dans la zone subsaharienne. Les épisodes démographiques plus récents sont probablement associés à la période islamique, puis à la traite des esclaves.

### Origine géographique des lignées maternelles (ADNmt) et paternelles (Y-ADN)
En moyenne, environ 65 % des lignées paternelles des Maghrébins sont issues d'Afrique du Nord, 20 % du Moyen-Orient, 10 % d'Afrique de l'Ouest ou de l'Est et 5 % d'Europe, avec des variations parfois significatives selon les régions. Du côté maternel, en moyenne, environ 35 % des lignées des Maghrébins sont issues du Moyen-Orient, 30 % d'Europe, 20 % d'Afrique de l'Ouest ou de l'Est et 15 % d'Afrique du Nord, également avec des variations parfois significatives selon les régions :
| '     | Région d'origine   | Maroc  | Algérie | Tunisie |
| ADNmt | Europe             | 34,9 % | 29,9 %  | 24,6 %  |
|       | Moyen-Orient       | 31,7 % | 31,4 %  | 36,9 %  |
|       | Afrique du Nord    | 14,7 % | 20,7 %  | 10,8 %  |
|       | Afrique de l'Est   | 3,2 %  | 1,9 %   | 8 %     |
|       | Afrique de l'Ouest | 15,5 % | 16,1 %  | 19,8 %  |
| Y-ADN | Europe             | 3,9 %  | 10,3 %  | 1,7 %   |
|       | Moyen-Orient       | 9,4 %  | 29,5 %  | 23,5 %  |
|       | Afrique du Nord    | 73,9 % | 50 %    | 68,9 %  |
|       | Afrique de l'Est   | 5,8 %  | 1,9 %   | 3 %     |
|       | Afrique de l'Ouest | 7 %    | 8,3 %   | 3 %     |

### Influence génétique en Europe
D'après une étude de Adams et al. en 2008 ayant étudié le chromosome Y (lignée paternelle) des habitants de la péninsule Ibérique, ces derniers auraient en moyenne environ 11 % d'ancêtres nord-africains avec des variations géographiques importantes allant de 2 % en Catalogne à près de 22 % en Castille du Nord-Ouest. Selon une autre étude de Capelli et al. en 2009, 7-8 % des lignées paternelles des Espagnols, Portugais et Siciliens sont d'Afrique du Nord-Ouest et ont été introduites par les Maures au Moyen Âge.
| Région             | N    | E1b1b1b (M81) | E1b1b1a-b (M78 avec DYS439 allele 10) | J1 (sous-ensemble) | Total % |
| Italie             | 915  | 0.8           | 0.3                                   | 0.7                | 1.7     |
| Sicile             | 93   | 2.2           | 2.2                                   | 3.2                | 7.5     |
| Espagne            | 717  | 5.2           | 1                                     | 1.5                | 7.7     |
| Portugal           | 659  | 5             | 0.3                                   | 1.8                | 7.1     |
| Péninsule ibérique | 1376 | 5.1           | 0.7                                   | 1.7                | 7.4     |

En 2013, selon une étude autosomale, c'est-à-dire qui prend en compte tous les chromosomes et pas seulement la lignée paternelle ou maternelle, réalisée par un groupe de chercheurs hispano-américain, portant sur près de 3 000 individus originaires d'Europe, d'Afrique du Nord et du Moyen-Orient, et publiée par la revue scientifique américaine PNAS, entre 3 et 15 % du génome des habitants de la péninsule Ibérique, selon les régions (sauf les Basques), est issu d'Afrique du Nord (20 % aux îles Canaries, du fait que les premiers habitants assimilés, les Guanches, étaient des populations berbères),,.
En 2014, une étude autosomale similaire réalisée par Lazaridis et al., a calculé que, en moyenne, 12,6 % du génome des Espagnols de la péninsule Ibérique est issu d'Afrique du Nord.

## Diaspora
Pour des raisons historiques, les Maghrébins sont également largement représentés dans les populations issues de l'immigration dans certains pays européens et de façon nettement moindre aux États-Unis et au Canada. À l'origine, les deux principaux pays d'immigration des Maghrébins sont la France et le Canada. Mais à la suite d'autres traités signés avec d'autres pays (notamment avec la Belgique et les Pays-Bas), le Canada et la France ne seront plus leurs seules destinations.

### France
Dans une étude réalisée par l'INED en 2004 à partir des données du recensement de 1999, ainsi que d'une enquête complémentaire nommée "Étude de l’histoire familiale (EHF)", la démographe Michèle Tribalat estime à près de 3 millions le nombre de personnes originaires du Maghreb sur 3 générations en 1999,,.
Selon une étude de l'Insee publiée en 2012, les personnes d'origine maghrébine sur deux générations uniquement (immigrés et leurs enfants) étaient un peu plus de 3,5 millions en 2008 soit 5,7 % de la population métropolitaine en 2008 (alors de 62,5 millions). 16 % des nouveau-nés en France métropolitaine entre 2006 et 2008 ont au moins un grand-parent immigré né au Maghreb.
En 2015, Michèle Tribalat, dans une nouvelle estimation des populations d'origine étrangère en 2011, estime à au moins 4,6 millions le nombre de personnes d'origine maghrébine sur trois générations en 2011 selon la répartition suivante :
| Pays d'origine (milliers) | Immigrés (tous âges confondus) | 1re génération née en France (tous âges confondus) | 2e génération née en France (moins de 60 ans uniquement) | Total |
| ------------------------- | ------------------------------ | -------------------------------------------------- | -------------------------------------------------------- | ----- |
| Algérie                   | 737                            | 1 170                                              | 563                                                      | 2 470 |
| Maroc                     | 679                            | 698                                                | 130                                                      | 1 507 |
| Tunisie                   | 246                            | 280                                                | 129                                                      | 655   |
| Total Maghreb             | 1 662                          | 2 148                                              | 821                                                      | 4 631 |

Note : pour la 2e génération née en France, seules les personnes âgées de moins de 60 ans sont prises en compte. 
Par ailleurs, selon cette même étude de Michèle Tribalat, les personnes d'origine maghrébine sur trois générations représentent 8,7 % de la population française des moins de 60 ans en 2011.
Toutes générations confondues, selon un rapport de l'Institut Montaigne, un laboratoire d'idées d'obédience libérale, publié en 2004 et basé sur le même recensement de la population 1999 de INSEE, il y a en France, en 2004, environ 5 à 6 millions de personnes d'origine maghrébine; 3.5 millions ont la nationalité française dont 500 000 harkis. Environ 400 000 enfants seraient nés d’un couple mixte dont un des parents est maghrébin,,.
Toujours selon Michèle Tribalat, en 2005, près de 7 % des jeunes de moins de 18 ans en métropole sont d'origine maghrébine (au moins un parent). En Île-de-France, la proportion est d'environ 12 %. C'est dans les départements de Seine-Saint-Denis (22 %), du Val-de-Marne (13,2 %) et du Val-d'Oise (13 %) et de Paris (12,1 %) que l'on trouve les plus fortes proportions. Au niveau des grandes villes, 21 % des jeunes de moins de 18 ans à Perpignan sont d'origine maghrébine et près de 40 % dans les trois premiers arrondissement de Marseille.
| 2005 (en % des jeunes de moins de 18 ans) | Seine-Saint-Denis | Val-de-Marne | Val-d'Oise | Paris  | France |
| ----------------------------------------- | ----------------- | ------------ | ---------- | ------ | ------ |
| Total Maghreb                             | 22,0 %            | 13,2 %       | 13,0 %     | 12,1 % | 6,9 %  |

### Amérique du Nord
Au Canada, il y a environ 390 000 maghrébins dont la grande majorité vit au Québec. Ils ont d'ailleurs leur propre quartier à Montréal nommé Petit Maghreb  qui regroupe environ 100 000 personnes. La ville de Montréal fait donc partie des villes à plus fortes communautés maghrébines non seulement du Canada mais aussi du monde entier. Les villes de Québec, Ottawa, Trois-Rivières et Gaspé comptent aussi de grosses communautés maghrébines. D'autres sources montrent qu'il y a plus de 400 000 Maghrébins au Canada.
Aux États-Unis, la ville à plus forte concentration maghrébine est New York, avec plus de 90 000 personnes d'origine maghrébine vivant dans la ville et dans son agglomération.

## Influences historiques

### Conquête musulmane

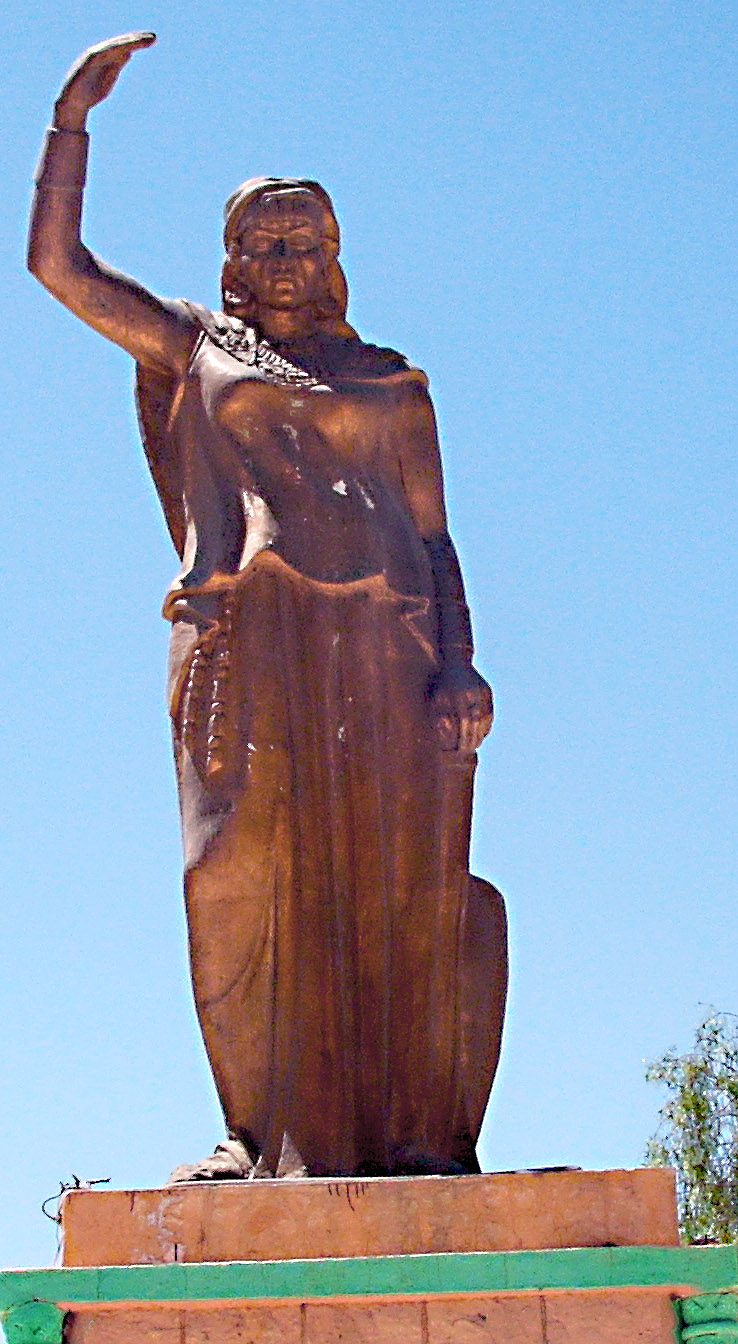
Statue de Kahena à Baghaï dans les Aurès.

La première expédition arabe sur la Tunisie est lancée en 647. En 661, une deuxième offensive se termine par la prise de Bizerte. La troisième, menée en 670 par Oqba Ibn Nafi Al Fihri, est décisive : ce dernier fonde la ville de Kairouan au cours de la même année et cette ville devient la base des expéditions contre le nord et l’ouest du Maghreb. L’invasion complète manque d’échouer avec la mort d’Ibn Nafi en 683. Envoyé en 693 avec une puissante armée arabe, le général ghassanide Hassan Ibn Numan réussit à vaincre l’exarque et à prendre Carthage en 695. Seuls résistent certains Berbères dirigés par la Kahena. Les Byzantins, profitant de leur supériorité navale, débarquent une armée qui s’empare de Carthage en 696 pendant que la Kahena remporte une bataille contre les Arabes en 697. Ces derniers, au prix d’un nouvel effort, finissent cependant par reprendre définitivement Carthage en 698 et par vaincre et tuer la Kahena.

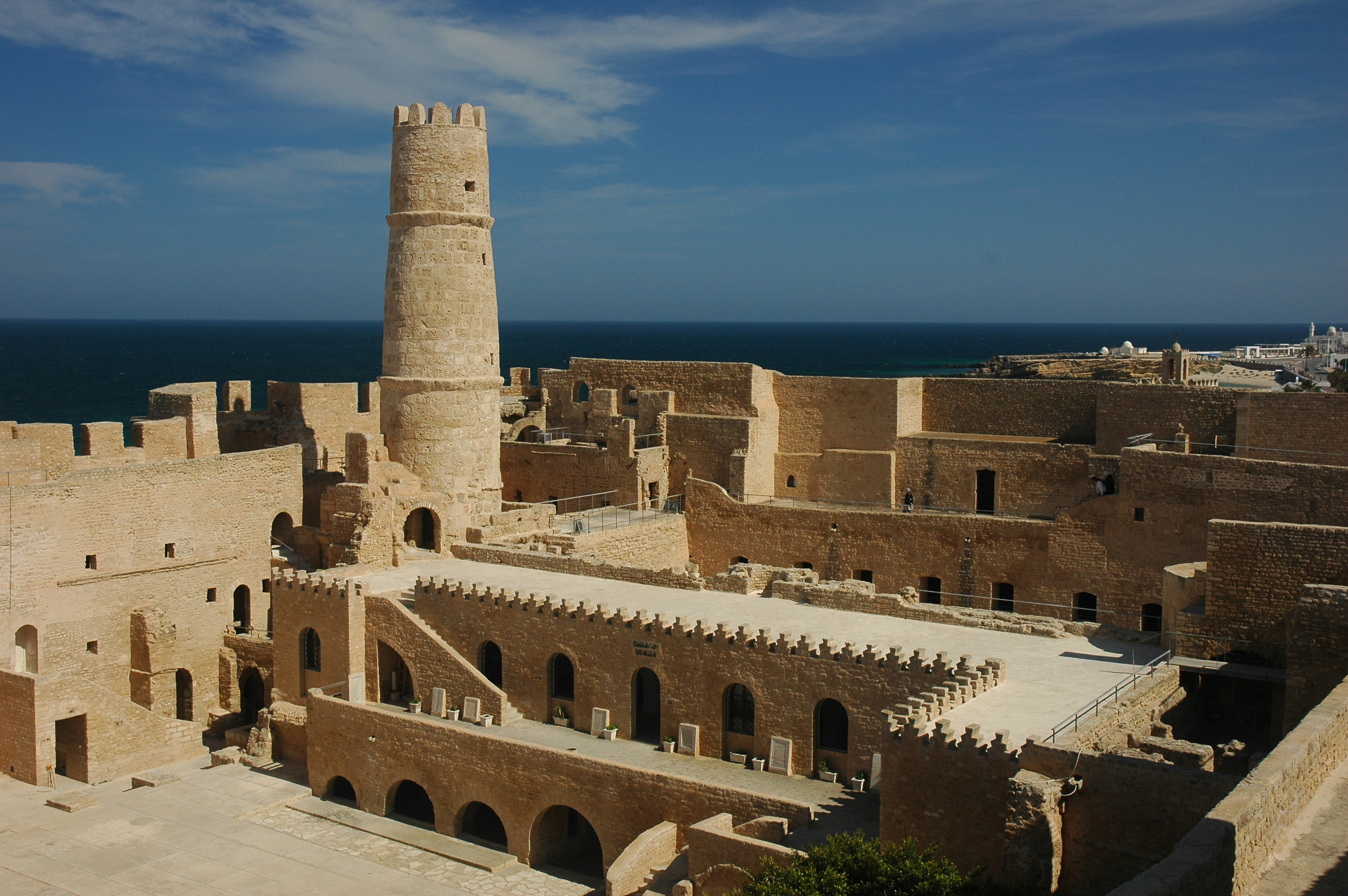
Ribat de Monastir

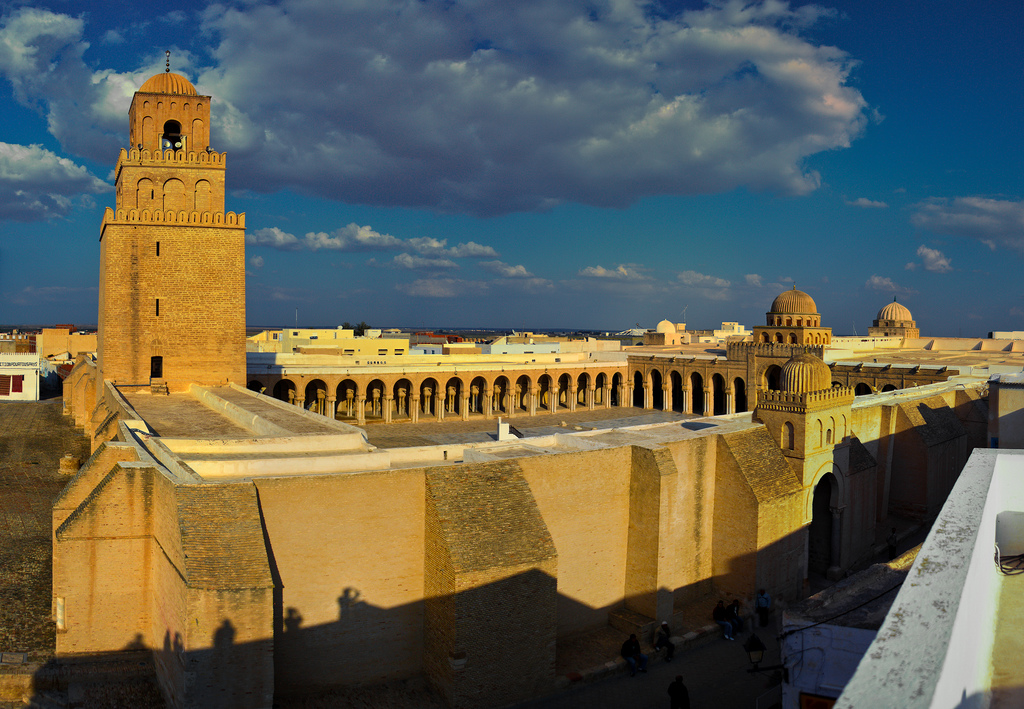
Vue de la grande mosquée de Kairouan ; fondée au VIIe siècle (vers 670) par le général omeyyade Oqba Ibn Nafi puis reconstruite dans sa forme actuelle au IXe siècle par les princes de la dynastie aghlabide (règne de 800 à 909), elle est la plus ancienne et la plus prestigieuse mosquée de Tunisie et de l'ensemble du Maghreb. Chef-d'œuvre d'architecture, la grande mosquée de Kairouan fut, durant le Moyen Âge, un centre intellectuel important principalement axé sur l'étude des sciences religieuses et de la jurisprudence malikite. Elle est située dans la ville de Kairouan en Tunisie.

Contrairement aux précédents envahisseurs, les Arabes ne se contentent pas d’occuper la côte et entreprennent de conquérir l’intérieur du pays. Après avoir résisté, les Berbères se convertissent à la religion de leurs vainqueurs, principalement à travers leur recrutement dans les rangs de l’armée victorieuse. Des centres de formation religieuse s’organisent alors, comme à Kairouan, au sein des nouveaux ribats. On ne saurait toutefois estimer l’ampleur de ce mouvement d’adhésion à l’islam. D’ailleurs, refusant l’assimilation, nombreux sont ceux qui rejettent la religion dominante et adhèrent au kharidjisme, hérésie née en Orient et proclamant l’égalité de tous les musulmans sans distinction de race ni de classe. La région reste une province omeyyade jusqu’en 750, quand la lutte entre Omeyyades et Abbassides voit ces derniers l’emporter. De 767 à 776, les kharidjites berbères sous le commandement d’Abou Qurra s’emparent de tout le territoire, mais ils se retirent finalement dans leur royaume de Tlemcen, après avoir tué Omar ibn Hafs, surnommé Hezarmerd, dirigeant de la Tunisie à cette époque.
En 800, le calife abbasside Haroun ar-Rachid délègue son pouvoir en Ifriqiya à l’émir Ibrahim ibn Al-Aghlab et lui donne le droit de transmettre ses fonctions par voie héréditaire. Al-Aghlab établit la dynastie des Aghlabides, qui règne durant un siècle sur le Maghreb central et oriental. Le territoire bénéficie d’une indépendance formelle tout en reconnaissant la souveraineté abbasside. La Tunisie devient un foyer culturel important avec le rayonnement de Kairouan et de sa grande mosquée, un centre intellectuel de haute renommée. À la fin du règne de Ziadet Allah Ier (817-838), Tunis devient la capitale de l’émirat jusqu’en 909.
Appuyée par les tribus Kutama qui forment une armée fanatisée, l’action du prosélyte ismaélien Abu Abd Allah ach-Chi'i entraîne la disparition de l’émirat en une quinzaine d’années (893-909). En décembre 909, Ubayd Allah al-Mahdi se proclame calife et fonde la dynastie des Fatimides, qui déclare usurpateurs les califes omeyyades et abbassides ralliés au sunnisme. L’État fatimide s’impose progressivement sur toute l’Afrique du Nord en contrôlant les routes caravanières et le commerce avec l’Afrique subsaharienne. En 945, Abu Yazid, de la grande tribu des Banou Ifren, organise sans succès une grande révolte berbère pour chasser les Fatimides. Le troisième calife, Ismâ`îl al-Mansûr, transfère alors la capitale à Kairouan et s’empare de la Sicile en 948. Lorsque la dynastie fatimide déplace sa base vers l’est en 972, trois ans après la conquête finale de la région, et sans abandonner pour autant sa suzeraineté sur l’Ifriqiya, le calife Al-Muizz li-Dîn Allah confie à Bologhine ibn Ziri — fondateur de la dynastie des Zirides — le soin de gouverner la province en son nom. Les Zirides prennent peu à peu leur indépendance vis-à-vis du calife fatimide, ce qui culmine avec la rupture avec ce suzerain devenu lointain et inaugure l’ère de l’émancipation berbère. L’envoi depuis l’Égypte de tribus arabes nomades sur l’Ifriqiya marque la réplique des Fatimides à cette trahison. Les Hilaliens suivis des Banu Sulaym — dont le nombre total est estimé à 50 000 guerriers et 200 000 bédouins — se mettent en route après que de véritables titres de propriété leur ont été distribués au nom du calife fatimide. Kairouan résiste pendant cinq ans avant d’être occupée et pillée. Le souverain se réfugie alors à Mahdia en 1057 tandis que les nomades continuent de se répandre en direction de l’Algérie, la vallée de la Medjerda restant la seule route fréquentée par les marchands. Ayant échoué dans sa tentative pour s’établir dans la Sicile reprise par les Normands, la dynastie ziride s’efforce sans succès pendant 90 ans de récupérer une partie de son territoire pour organiser des expéditions de piraterie et s’enrichir grâce au commerce maritime.
Les historiens arabes sont unanimes à considérer cette migration comme l’événement le plus décisif du Moyen Âge maghrébin, caractérisé par une progression diffuse de familles entières qui a rompu l’équilibre traditionnel entre nomades et sédentaires berbères. Les conséquences sociales et ethniques marquent ainsi définitivement l’histoire du Maghreb avec un métissage de la population. Depuis la seconde moitié du VIIe siècle, la langue arabe demeurait l’apanage des élites citadines et des gens de cour. Avec l’invasion hilalienne, les dialectes berbères vont, sinon céder la place à la langue arabe.